# Mei Lanfang
Mei Lanfang (chino simplificado: 梅兰芳; chino tradicional: 梅兰芳, pinyin: Mei Lanfang) (22 de octubre de 1894 - 8 de agosto de 1961) fue un cantante chino, uno de los artistas más famosos de la Ópera de Pekín en la historia moderna, debido a su interpretación del personaje qingyi, uno de los personajes femeninos (tan) interpretado por actores varones, que es una de las características centrales de la Ópera de Pekín. Su nombre de nacimiento era Mei Lan (chino simplificado: 澜 梅; chino tradicional: 梅 澜). Mei, junto a Shang Xiaoyun (尚小云), Cheng Yanqiu (程砚秋) y Xun Huisheng (荀慧生), integró el grupo conocido como los Cuatro Grandes Tan en la época de oro de la ópera de Pekín.